# Corethrella lopesi
Corethrella lopesi är en tvåvingeart som beskrevs av Lane 1942. Corethrella lopesi ingår i släktet Corethrella och familjen Corethrellidae. Inga underarter finns listade i Catalogue of Life.